# An interpretation of Van Rheede's Hortus Malabaricus
An interpretation of Van Rheede's Hortus Malabaricus (abreviado Interpr. Hort. Malab.) es un libro con descripciones e ilustraciones botánicas que fue escrito conjuntamente por Dan Henry Nicolson, C.R.Suresh y K.S.Manilal. Fue editado en el año 1988 como el Volumen 119 de Regnum vegetabile. Edición ilustrada de Koeltz Scientific Books, con 378 pp.